# Dapaloides
Genre
Dapaloides  est un genre éteint de poissons de l'ordre des Perciformes.
Il a vécu dans les eaux douces ou saumâtres des faluns de Chartres-de-Bretagne près de Rennes durant l'Oligocène inférieur (étage Rupélien), il y a environ 30 Ma (millions d'années).

## Espèces
- Dapaloides miloni[2]